# Cheratte

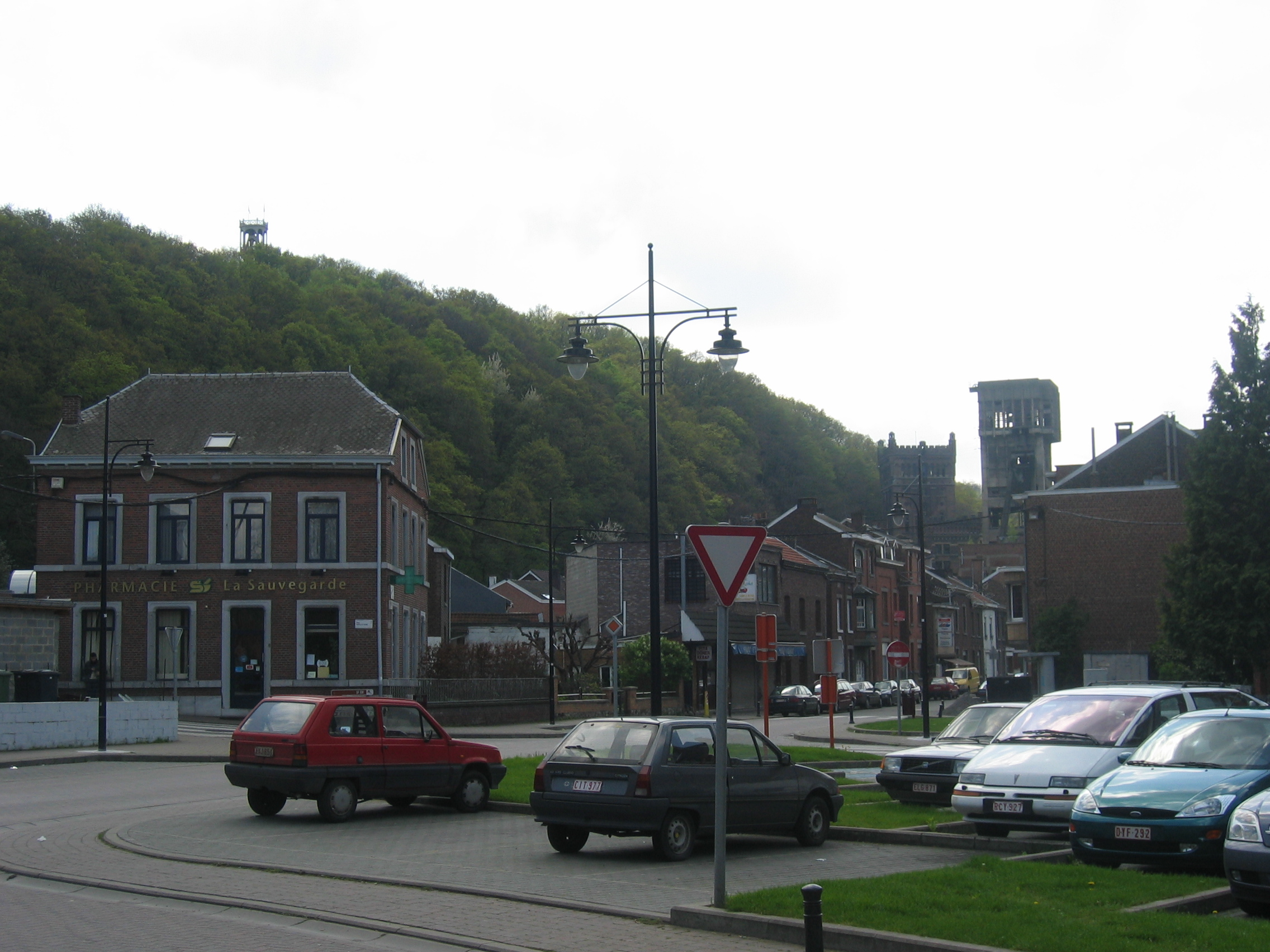
Vue à Cheratte. En haut à gauche la Belle-Fleur de Hoignée, à droite le puits de mine en brique.

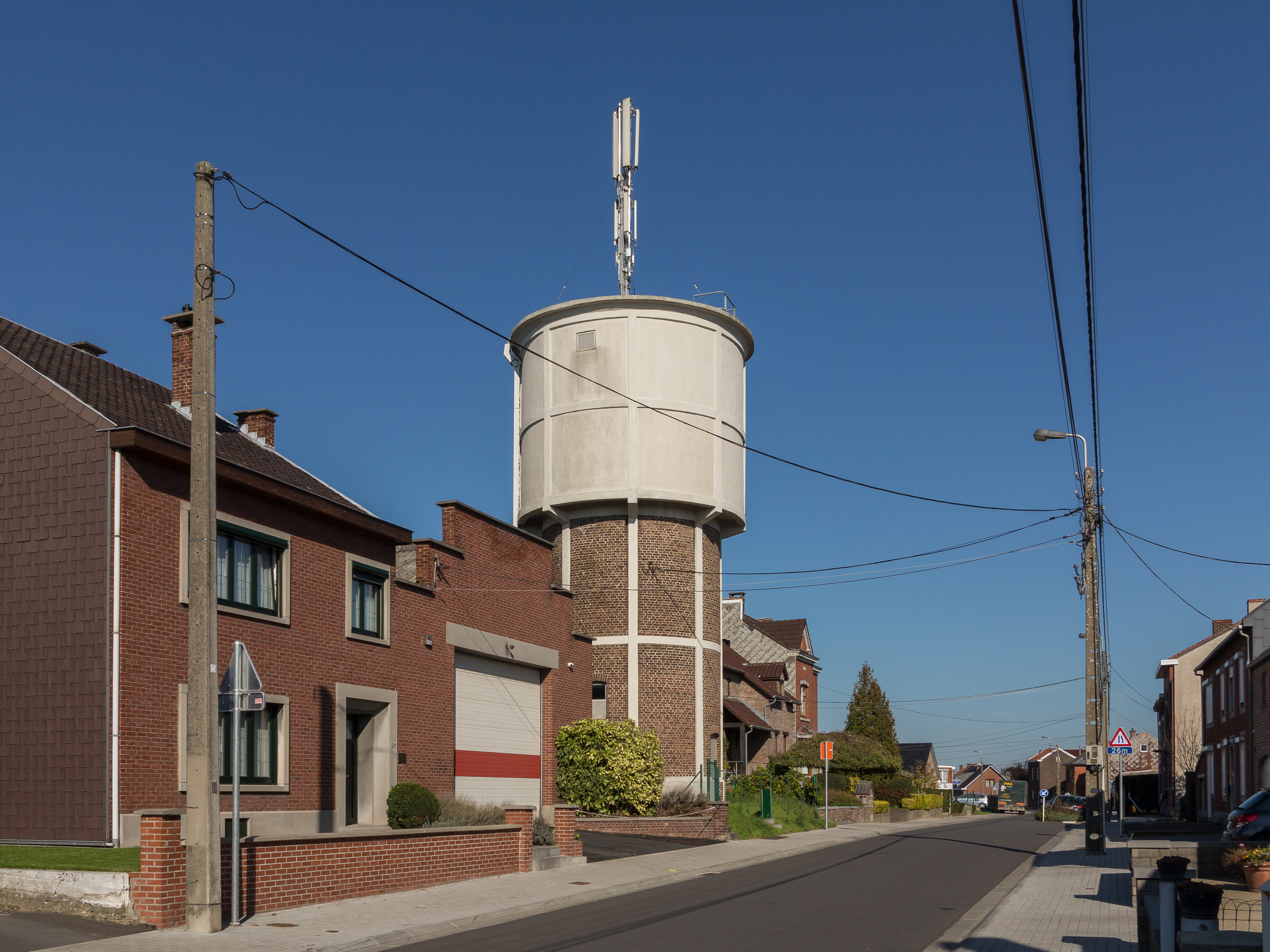
Château d'eau dans la rue

Cheratte (en wallon Tcherate) est une section de la commune belge de Visé située en Région wallonne dans la province de Liège.
Elle est amputée en 1878 de Barchon, érigée en commune.
Le village est constitué de deux parties : Cheratte-Bas, situé dans la vallée de la Meuse, notamment connu pour son ancien charbonnage, et Cheratte-Hauteurs, situé sur le bord du plateau de Herve. Le viaduc de Cheratte, surplombant la tranchée du même nom ainsi que l'autoroute E40, relie la partie haute du village au plateau de Herve en venant de la vallée de la Meuse.

## Évolution démographique
- Sources : INS, Rem. : 1831 jusqu'en 1970 = recensements, 1976 = nombre d'habitants au 31 décembre.

## Histoire
Le député communiste Marcel Levaux a été le dernier bourgmestre de Cheratte avant la fusion des communes.

## Liste des bourgmestres de 1830 à 1977
Marcel Levaux, de 19?? à 1977.

## Patrimoine et culture

### Patrimoine architectural et sites

#### Cimetière
Cheratte possède deux cimetières, celui de Cheratte-Bas situé rue des Sarts et celui de Cheratte-Haut situé rue Sabaré. Divers personnalités y sont inhumés donc les artistes Jean Donnay et Mittéï.

### Culture

#### Village d'artistes
Cheratte est aussi connu grâce à la bande dessinée. En effet, le village est le berceau de quatre dessinateurs de bande dessinée et illustrateurs réputés : François Walthéry, Georges Van Linthout, Stibane et Mittéï. Par ailleurs, on retrouve fréquemment des décors inspirés du village dans des albums de ces auteurs.
Un autre artiste cherattois est Jean Donnay, artiste-peintre et graveur, qui immortalisa des décors du village et de la région. La bibliothèque communale (Cheratte-Hauteur) et la place de l'église (Cheratte-Bas) portent son nom.
Plusieurs éléments du village rappellent ses artistes. Ainsi, une promenade fléchée dans le village intitulée "Dans les pas de Mitéï" met ce dernier à l'honneur en proposant un parcours de plusieurs kilomètres jalonné de panneaux informatifs. Et une statue du Vî Bleu - personnage de colombophilie créé par Walthéry - se trouve sur le rond-point, au carrefour entre les rues Hoignée et Sabaré pour honorer l'artiste.